# Body Count (Band)/Diskografie
Diese Diskografie ist eine Übersicht über die musikalischen Werke der US-amerikanischen Rap-Metal-Band Body Count. Den Schallplattenauszeichnungen zufolge hat sie bisher mehr als 750.000 Tonträger verkauft, davon alleine in ihrem Heimatland über 500.000 Einheiten. Ihre erfolgreichste Veröffentlichung ist das selbstbetitelte Debütalbum mit über 750.000 verkauften Einheiten.

## Alben

### Studioalben
| Jahr | Titel Musiklabel                             | Höchstplatzierung, Gesamtwochen, AuszeichnungChartplatzierungen (Jahr, Titel, Musiklabel, Platzierungen, Wochen, Auszeichnungen, Anmerkungen) | Höchstplatzierung, Gesamtwochen, AuszeichnungChartplatzierungen (Jahr, Titel, Musiklabel, Platzierungen, Wochen, Auszeichnungen, Anmerkungen) | Höchstplatzierung, Gesamtwochen, AuszeichnungChartplatzierungen (Jahr, Titel, Musiklabel, Platzierungen, Wochen, Auszeichnungen, Anmerkungen) | Höchstplatzierung, Gesamtwochen, AuszeichnungChartplatzierungen (Jahr, Titel, Musiklabel, Platzierungen, Wochen, Auszeichnungen, Anmerkungen) | Höchstplatzierung, Gesamtwochen, AuszeichnungChartplatzierungen (Jahr, Titel, Musiklabel, Platzierungen, Wochen, Auszeichnungen, Anmerkungen) | Anmerkungen                                             |
| Jahr | Titel Musiklabel                             | DE | AT | CH | UK | US | Anmerkungen                                             |
| ---- | -------------------------------------------- | --- | --- | --- | --- | --- | ------------------------------------------------------- |
| 1992 | Body Count Sire Records                      | DE25 Gold · (50 Wo.)DE | — | — | — | US20 Gold · (26 Wo.)US | Erstveröffentlichung: 30. März 1992 Verkäufe: + 750.000 |
| 1994 | Born Dead Virgin Records                     | DE5 (21 Wo.)DE | AT5 (13 Wo.)AT | CH10 (10 Wo.)CH | UK15 (4 Wo.)UK | US74 (3 Wo.)US | Erstveröffentlichung: 6. September 1994                 |
| 1997 | Violent Demise: The Last Days Virgin Records | DE45 (5 Wo.)DE | — | — | — | — | Erstveröffentlichung: 11. März 1997                     |
| 2006 | Murder 4 Hire Escapi Music                   | — | — | — | — | — | Erstveröffentlichung: 1. August 2006                    |
| 2014 | Manslaughter Sumerian Records                | DE92 (1 Wo.)DE | — | — | — | US102 (1 Wo.)US | Erstveröffentlichung: 10. Juni 2014                     |
| 2017 | Bloodlust Century Media                      | DE13 (6 Wo.)DE | AT24 (1 Wo.)AT | CH18 (2 Wo.)CH | — | US157 (1 Wo.)US | Erstveröffentlichung: 31. März 2017                     |
| 2020 | Carnivore Century Media                      | DE5 (3 Wo.)DE | AT8 (2 Wo.)AT | CH10 (3 Wo.)CH | — | US28 (2 Wo.)US | Erstveröffentlichung: 6. März 2020                      |
| 2024 | Merciless Century Media                      | DE12 (1 Wo.)DE | AT22 (1 Wo.)AT | CH15 (1 Wo.)CH | — | — | Erstveröffentlichung: 22. November 2024                 |

## Singles
| Jahr | Titel Album              | Höchstplatzierung, Gesamtwochen, AuszeichnungChartplatzierungen (Jahr, Titel, Album, Platzierungen, Wochen, Auszeichnungen, Anmerkungen) | Höchstplatzierung, Gesamtwochen, AuszeichnungChartplatzierungen (Jahr, Titel, Album, Platzierungen, Wochen, Auszeichnungen, Anmerkungen) | Höchstplatzierung, Gesamtwochen, AuszeichnungChartplatzierungen (Jahr, Titel, Album, Platzierungen, Wochen, Auszeichnungen, Anmerkungen) | Höchstplatzierung, Gesamtwochen, AuszeichnungChartplatzierungen (Jahr, Titel, Album, Platzierungen, Wochen, Auszeichnungen, Anmerkungen) | Höchstplatzierung, Gesamtwochen, AuszeichnungChartplatzierungen (Jahr, Titel, Album, Platzierungen, Wochen, Auszeichnungen, Anmerkungen) | Anmerkungen |
| Jahr | Titel Album              | DE | AT | CH | UK | US | Anmerkungen |
| ---- | ------------------------ | --- | --- | --- | --- | --- | ----------- |
| 1994 | Born Dead                | DE32 (9 Wo.)DE | — | CH44 (2 Wo.)CH | UK28 (2 Wo.)UK | — |             |
| 1994 | Necessary Evil Born Dead | — | — | CH41 (2 Wo.)CH | UK45 (2 Wo.)UK | — |             |

Weitere Singles
- 1992: There Goes the Neighborhood
- 1992: The Winner Loses
- 1992: Cop Killer
- 1993: Hey Joe
- 1994: Necessary Evil
- 1994: Medley
- 1997: Truth or Death
- 1997: I Used to Love Her
- 2014: Back to Rehab
- 2019: Carnivore
- 2020: Bum-Rush
- 2024: Psychopath

## Videografie

### Videoalben
- 2004: Murder 4 Hire Live
- 2005: Live in L.A.
- 2005: Smoke Out Festival Presents: Body Count

### Musikvideos
- 1992: The Winner Loses
- 1992: There Goes the Neighborhood
- 1992: Body Count’s in the House
- 1993: Hey Joe
- 1994: Born Dead
- 1994: Necessary Evil
- 1994: Medley
- 1997: I Used to Love Her
- 2006: Relationships
- 2014: Talk Shit, Get Shot
- 2015: Institutionalized
- 2017: No Lives Matter
- 2017: Black Hoodie
- 2017: Here I Go Again
- 2017: Raining Blood/Postmortem
- 2017: The Ski Mask Way
- 2018: All Love Is Lost
- 2019: Carnivore
- 2020: Bum-Rush
- 2020: Point the Finger

## Statistik

### Chartauswertung
|                     | DE    | AT    | CH    | UK    | US    |
| ------------------- | ----- | ----- | ----- | ----- | ----- |
| Nummer-eins-Alben   | DE—DE | AT—AT | CH—CH | UK—UK | US—US |
| Top-10-Alben        | DE2DE | AT2AT | CH2CH | UK—UK | US—US |
| Alben in den Charts | DE7DE | AT4AT | CH4CH | UK1UK | US5US |

|                       | DE    | AT    | CH    | UK    | US    |
| --------------------- | ----- | ----- | ----- | ----- | ----- |
| Nummer-eins-Singles   | DE—DE | AT—AT | CH—CH | UK—UK | US—US |
| Top-10-Singles        | DE—DE | AT—AT | CH—CH | UK—UK | US—US |
| Singles in den Charts | DE1DE | AT—AT | CH2CH | UK2UK | US—US |

### Auszeichnungen für Musikverkäufe
Anmerkung: Auszeichnungen in Ländern aus den Charttabellen bzw. Chartboxen sind in ebendiesen zu finden.
| Land/RegionAuszeichnungen für Musikverkäufe (Land/Region, Auszeichnungen, Verkäufe, Quellen) | Gold     | Platin | Verkäufe | Quellen           |
| -------------------------------------------------------------------------------------------- | -------- | ------ | -------- | ----------------- |
| Deutschland (BVMI)                                                                           | Gold1    | —      | 250.000  | musikindustrie.de |
| Vereinigte Staaten (RIAA)                                                                    | Gold1    | —      | 500.000  | riaa.com          |
| Insgesamt                                                                                    | 2× Gold2 | —      |          |                   |